# Théâtrochamp
 (août 2012).
Le Théâtrochamp est une compagnie de théâtre genevoise pour enfants, adolescents et jeunes adultes. Elle propose des cours de théâtre avec des professionnels et organise régulièrement des pièces de théâtre sur des sujets d'actualités.

## Histoire
La compagnie est fondée en 1981 à Jussy par Anouchka Chenevard Sommaruga, suivie en 1985 par une association.
Après avoir déménagé à Thônex en 1990, la troupe devient professionnelle et adhère à l'association suisse du théâtre pour l'enfance et la jeunesse. Depuis sa création, le Théâtrochamp a formé plus de 1 500 enfants à l'art et à la discipline de la scène, du théâtre et de l'expression corporelle. Certaines pièces ont rencontré beaucoup de succès, et ont été jouées au cours de plusieurs tournées nationales et internationales. La plus célèbre de toutes, "Ça Me Saoule!", est surement encore à ce jour la pièce la plus accomplie du théâtre. "ça me saoule" a été écrit à la fois par des élèves-comédien du théâtrochamp mais aussi par une scénariste réputée, Stéphane Mitchell. La pièce connu un vif succès dès ses premières représentations et fut jouée plus de 50 fois les deux premières années et fut vue par plus de 10 000 spectateurs. Elle fut ensuite reprise à plusieurs occasions.

## Créations
- 1982 : Blanche-Neige, adaptation du conte de Grimm par Frédérique Baud Bachtem
- 1983 : L'épouvantail, Guy Foissy
- 1984 : Le Roi Pschitt, création du Théâtrochamp
- 1984 : Le mauvais carnet, Jacques Perroux
- 1985 : Méli Mélodrame, Jacques Perroux et des enfants du Théâtrochamp
- 1986 : Olivier des Bois, Liliane Roussy
- 1987 : La fée Trompette, Liliane Roussy
- 1987 : On n'a pas choisi, Liliane Roussy
- 1989 : Key propos, création des ados du Théâtrochamp pour le festival de langues latines en Belgique
- 1989 : Tout le monde il s'aime, Liliane Roussy. Reprise en 1992
- 1990 : L'oiseau du matin, Alain Sabaud et Alexis Chevalier
- 1991 : Soldat de paille, Alain Sabaud et Alexis Chevalier. Reprise en 2002
- 1991 : Blanche-Neige en Afrique du Sud, F. Baud Bachten
- 1992 : La Clé, création des ados du Théâtrochamp. Reprise en 1993
- 1994 : Les Chaises Musicales, Richard O'Donovan. Reprise en 1995
- 1994 : Momo et les voleurs de temps, adaptation de "Momo" de M. Ende par Michel Tagliabue. Reprise en 1995
- 1996 : Moi d'abord, Liliane Roussy
- 1999 : Virginie ou si le silence n'était pas d'or, Frank G. Laurence[6]. Reprise en 2004 et 2014
- 2001 : Les maîtres du monde, Liliane Roussy, 20 mars au 1er avril. Reprise en 2002, création de Théâtrochamp, écrite par Liliane Roussy, collaboration Yan Richard, reprise en trois langues pour l’ouverture mondiale du World Civil Society Forum au centre international de conférences de Genève du 8 au 20 juillet 2002.
- 2001 : Sismondi, Claudine Spycher
- 2003 : Fête du développement durable, spectacle sur le thème de l'eau, 14 et 15 juin[7].
- 2004 : Métamorphose du comédien, Danielle Meynet
- 2006 : Vie d'artiste, Scènamorphose, pièce écrite par Danielle Meynet pour les 25 ans du Théâtrochamp, du 3 fév. au 9 fév.
- 2007 : Ma Double Vie, Stephane Mitchell et l'atelier d'écriture du Théâtrochamp, 16 nov. au 2 déc. Repris en 2009 et sélectionné pour le festival international Festigay, Festival Parisien Théâtre Gay et Lesbien. Adaptation audiovisuelle, clip de prévention de l’homophobie, sur la demande du Service Santé de la Jeunesse du Département de l’Instruction Publique.
- 2009 : Attentat Verbal Spectacle de fin d'année à la salle Point Favre de Chêne-Bourg.
- 2010 : L'Oiseau du matin, Alexis Chevalier et Alain Sabaud. Adaptation Théâtrochamp.
- 2011 : Spectacle des Pousstocs « Ti tête et Ti-Corps » adaptation du conte africain par Henri
- 2012 : Ça Me Saoule!, Stephane Mitchell et l'atelier d'écriture du Théâtrochamp. Reprise en 2015
- 2016 : Et si c'était moi ?, Création de l'atelier d'écriture du Théâtrochamp[8]. Reprise en 2017
- 2017 : Réfugié, Émigré, Immigré, texte écrit et joué par des jeunes[9].
- 2019 : Je veux apprendre! Spectacle musical d'après un texte de Fabien Bouvier[10].

## Formations
Théâtrochamp est aussi un lieu de formation pour les enfants et adolescents passionnés de théâtre. Les jeunes peuvent exercer l'expression corporelle, découvrir les arts de la scène et faire les premiers pas dans un spectacle.

## Distinctions
- 15 et 17 avril 2009 : Le spectacle Ma Double Vie, joué lors de la troisième édition du festival Festigay à Paris[12], reçoit le prix du jury[13].